# Фаридабад
Фаридабад је град у Индији у држави Харајана. Према незваничним резултатима пописа 2011. у граду је живело 1.404.653 становника.

## Становништво
Према незваничним резултатима пописа, у граду је 2011. живело 1.404.653 становника.
| 1991.   | 2001.     | 2011.     |
| ------- | --------- | --------- |
| 617.717 | 1.055.938 | 1.404.653 |